# Посольство России в Германии
Посольство России в Берлине — главная штаб-квартира дипломатического представительства России в Германии (ФРГ).
Посольство расположено в берлинском районе Митте и занимает комплекс из нескольких зданий по улице Унтер-ден-Линден, построенных в 1949—1951 годах в стиле социалистического классицизма, являющихся архитектурным памятником. К основному зданию на Унтер-ден-Линден примыкают несколько административных и жилых зданий по улицам Беренштрассе и Глинкаштрассе. Весь комплекс зданий занимает целый квартал в центре Берлина, недалеко от Бранденбургских ворот.
Чрезвычайный и полномочный посол России в Германии — Сергей Юрьевич Нечаев, назначен 10 января 2018 года.

## История

### До Второй мировой войны
Первое посольское здание на месте нынешнего посольства было построено уже в 1837 году. В те времена Российская империя для постоянной дипломатической миссии в Пруссии приобрела в Берлине двухэтажное здание в стиле рококо с участком земли между улицами Унтер-ден-Линден и Беренштрассе. Двухэтажный особняк был возведён в 1734 году и с 1764 года находился в собственности принцессы Амалии Прусской. В соответствии с принятым в ноябре 1808 года городским постановлением русский император, как владелец участка городской земли, получил право стать гражданином города Берлина. Городская управа удостоила императора звания почётного гражданина. 18 октября 1837 года, после того как были улажены все формальности, в присутствии около 30 тысяч берлинцев Николай I получил свидетельство о звании почётного гражданина города.
После приобретения здания Россией здание было перестроено в 1840—1841 годах и стало четырёхэтажным. В здании размещались служебные помещения и квартиры дипломатов. Были оборудованы покои для российского царя, где он мог бы останавливаться во время визитов в Берлин. После реконструкции посольство России размещалось в здании вплоть до 1918 года, за исключением 1914—1918 годов, когда дипломатические отношения между двумя странами были прерваны из-за Первой мировой войны. Первый советский представитель Адольф Иоффе занял помещение посольства в 1918 году. 19 апреля 1918 года из Москвы в Берлин выехали около 30 человек (среди них не было ни одного кадрового дипломата МИД Российской империи) для работы полпредства, причём испанские дипломаты (они с 1914 года контролировали здание посольства) поначалу не хотели их туда пускать (под давлением германской стороны пустили).

### Во время Второй мировой войны
Во время Второй мировой войны после вторжения гитлеровских войск на территорию Советского Союза в 1941 году советские дипломаты были высланы, здание было опечатано. В июне 1942 года в здании размещалось Имперское министерство оккупированных восточных территорий под руководством нацистского идеолога Альфреда Розенберга. В феврале 1944 года во время бомбардировки Берлина союзниками здание было уничтожено.

### После Второй мировой войны
После войны и установления дипломатических отношений с ГДР в Советском Союзе было принято решение о строительстве на этом месте нового здания посольства.
Строительство здания началось в 1949 году по проекту советского архитектора Анатолия Яковлевича Стрижевского. Декоративно-монументальную скульптуру создал художник В. Н. Масютин. В проектировании интерьеров принимал участие инженер-майор Г. И. Лебединский. Инженеры — А. П. Сирин, В. А. Бушковский и Н. Ф. Воробьев.
С немецкой стороны в проекте  принимали участие  архитекторы Фриц Борнеманн (Fritz Borneman), профессор Зихерт (Prof. Sichert) и Фридрих Скуинь (Dipl. ing. Skujin).
Общий контроль над строительством осуществлял генерал армии В. И. Чуйков — председатель Советской контрольной комиссии в Германии, созданной вместо Советской военной администрации в связи с передачей временному правительству ГДР функций управления, принадлежавших Советской военной администрации в Германии, а также маршал В. Д. Соколовский.
Официальная торжественная церемония открытия нового посольства состоялась в ноябре 1952 года в ходе празднования 35-й годовщины Великой Октябрьской социалистической революции, однако окончательно работы были завершены к 1953 году.
Здание было построено в сталинском стиле, называемом также социалистическим классицизмом, с элементами берлинского классицизма начала XIX века. В центре, немного в глубине внутреннего дворика, располагалось главное здание с портиком, симметрично по бокам — два других здания. Внутри здание было богато украшено, в центре находится используемый для торжественных приёмов и церемоний купольный зал со стеклянной мозаикой, который находится непосредственно под крышей здания в центре.
В последующие десятилетия в здании размещался глава дипломатической миссии СССР в ГДР. В 1954 году здесь состоялась конференция министров иностранных дел четырёх держав-победительниц во Второй мировой войне (СССР, США, Великобритании и Франции), а в 1970—1971 годах здесь проходили переговоры по статусу Западного Берлина, приведшие к подписанию четырёхстороннего соглашения по Западному Берлину.
В 1960-х и 1970-х годах в непосредственной близости от главного здания, в пределах одного квартала, были построены здания для жилья дипломатов, а также здания для торгового представительства, представительства Аэрофлота, школы, советского культурного центра и других целей.
После распада Советского Союза весь комплекс зданий перешёл во владение Российской Федерации в соответствии с достигнутым соглашением.
В 1990-х годах после объединения Германии в комплексе зданий посольства на Унтер-ден-Линден в Берлине разместилась главная дипломатическая миссия России в ФРГ, переехав из Бонна — бывшей столицы ФРГ. На месте прежнего посольства СССР в Бонне в настоящее время находится генеральное консульство России в Бонне.